# Viza
Viza (do 2009 roku – Visa) – amerykański zespół muzyczny wykonujący muzykę rockową. Założycielem zespołu jest K'noup Tomopoulos. Zespół składa się z dziewięciu muzyków. W swojej twórczości łączy muzykę rockową z brzmieniami tradycyjnej muzyki greckiej, arabskiej, armeńskiej i Europy wschodniej. Wydał dwa minialbumy i pięć albumów studyjnych. W marcu 2011 roku rozpoczęli prace nad kolejnym albumem zespołu – Carnivalia, który pojawił się 10 grudnia 2011 roku. 5 grudnia 2011 roku zespół udostępnił w sieci jedyny singiel Carnivalia z płyty o tym samym tytule.
W 2012 roku Viza wyruszyła w trasę koncertową po Stanach Zjednoczonych i Europie jako support przed Serj'em Tankianem. W roku 2014 po udanej kampanii na Kickstarterze, zespół wydał swój najnowszy album - Aria

## Dyskografia
Albumy
- Maktub – 2006
- Eros – 2008
- Made in Chernobyl – 2010
- Carnivalia - 2011
- Aria - 2014

EP
- Visa – 2001
- De Facto – 2007